# مارشي بلوس

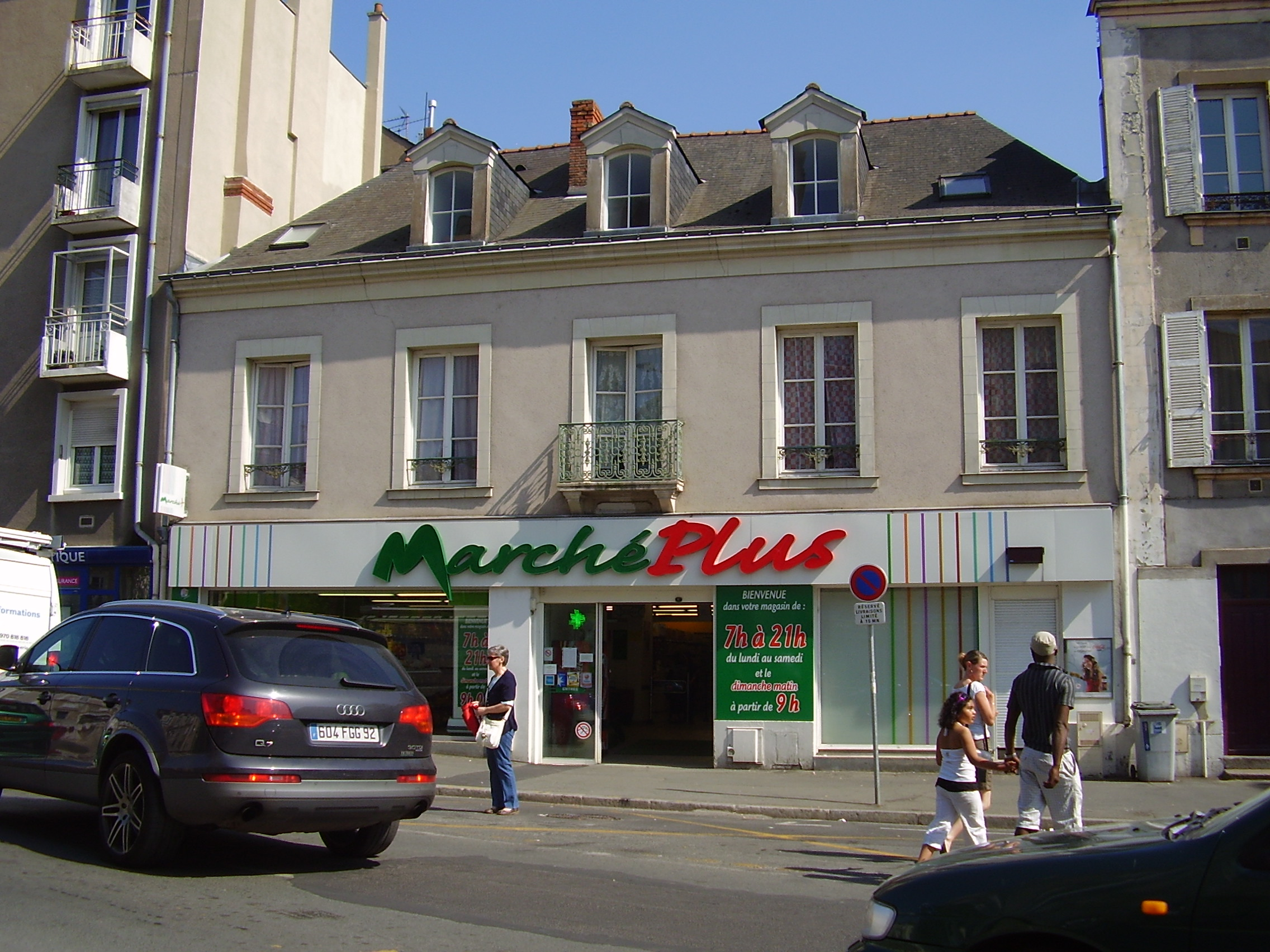
متجر مارشي بلوس في أنجيه.

 مارشي بلوس  شركة فرنسية متخصصة في السوبرماركت، تأسست سنة 1992، وهي تابعة لمجموعة كارفور منذ 1999.

## المحلات
في فبراير 2016 كان للشركة 5 نقط بيع بفرنسا، بمساحة تتراوح ما بين 900 متر مربع و 1400 متر مربع .